# Juan Guzmán (fotógrafo)
Juan Guzmán, nacido Hans Gutmann y también conocido simplemente como «Juanito» (Colonia, 28 de septiembre de 1911-Ciudad de México,6 de noviembre de 1982), fue un fotoperiodista germano-hispano-mexicano. Es conocido por su labor fotográfica durante la guerra civil española y así como por sus posteriores trabajos, ya en México, con los pintores Frida Kahlo y Diego Rivera.

## Biografía

### Infancia y juventud
Aunque se dispone de muy escasa información sobre los primeros años de Guzmán en Colonia, hay documentos oficiales que dan fe de que nació allí como Hans Gutmann el 28 de septiembre de 1911, en el seno de una modesta familia conformada por su madre, Mathilde Guster —una mujer que ha sido descrita como «estricta» y que trabajaba atendiendo una lechería— y sus tres hermanos: Josef, Maria y Hedwig. Ninguna de las semblanzas y notas biográficas publicadas recoge el nombre de su padre. En su ciudad natal cursó la escolaridad básica y luego trabajó durante cuatro años como tornero en una fábrica del área metalúrgica perteneciente a la compañía Meyer, Roth und Pastor, ubicada en el barrio colonés de Raderberg. Este trabajo le sirvió también para cumplir los requisitos de prácticas previas a una formación como ingeniero en una escuela industrial. Sin embargo, la crisis económica que ya había comenzado a fines de la década de 1920 lo dejó sin empleo en Colonia y tuvo que interrumpir su formación como ingeniero.
Decidió entonces probar suerte en Berlín, reorientándose laboralmente por completo. Ya instalado en esta ciudad, desde 1929 y hasta 1933, se desempeñó como segundo operador de cámara e iluminador. Sus primeros pasos como fotógrafo fueron justamente gracias a estas experiencias tempranas como asistente de cámara e iluminación de la UFA.

### Primera estadía en Francia
Con el avance del nazismo en Alemania, la situación se hacía cada vez más arriesgada para Gutmann en ese país, sobre todo si se considera que (según informan las notas biográficas que dejó su sobrina, Helga Boerzel) la empresa fílmica para la que trabajaba en Berlín era propiedad de personas de origen judío. Esta situación lo obligó finalmente a emigrar a París, como integrante del equipo de UFA. También trabajando para esa productora cinematográfica realizaría después otros viajes a Italia y Grecia.
Su propia visión del período en Francia quedó plasmada en un breve relato autobiográfico que los estudiosos de la obra de Gutmann han rescatado de entre sus papeles (un texto escrito en tercera persona y que formó parte más tarde de su solicitud de residencia en México, bajo el nombre de Hans Gutmann Schreiner). Según el escrito, durante los primeros tres meses intentó trabajar en la filmación de breves películas en París pero las regulaciones legales de esta actividad profesional en Francia le dificultaban mucho su desarrollo, de modo que pronto se vio obligado a dejarlo, desempañándose a partir de entonces como reportero gráfico. Sin embargo, no pudo obtener una visa de residencia y en 1935 fue expulsado de Francia.
Pese a estas dificultades, la estadía en París fue fructífera para la labor fotográfica de Gutmann y se ha conservado tanto la primerísima serie (que él mismo agrupó bajo el nombre «1932-1934 París Notre Dame»), como también otras 21 series de imágenes que incluyen fotos de barrios típicos parisinos, como Montmartre o Montparnasse, y también de muchos edificios, monumentos y plazas: la torre Eifel y la catedral de Notre Dame o las plazas de la Bastilla y la la República. Aparte de estos motivos, frecuentes para cualquier visitante, Gutmann se interesó también por la vida nocturna de París, el ambiente en los cafés, bares y cabarets, pero también escenas callejeras de barrios solitarios, sin bullicio, que al menos de noche estaban desiertos y sin gentío, pero alumbrados por las luces de los letreros luminosos.
Ya en este momento temprano de su obra, la elección de objetos y temas fotográficos —centrada en la actividad productiva, los obreros, albañiles, choferes y trabajadores, el interés por los personajes urbanos populares, por la bohemia, los clochards, los vagabundos, los pescadores del Sena y por la gente sencilla en general— dejaba traslucir su tendencia política izquierdista. Pero aún más decisiva en este sentido fue su participación en la importante manifestación y encuentro deportivo internacional antifascista que se celebró en París en agosto de 1934 bajo el patrocinio de la Internacional Deportiva Roja (la cual se encontraba bajo la tutela de la Comintern). A este encuentro, la «Manifestación Internacional de los Deportistas contra el Fascismo y la Guerra», concurrieron doce mil deportistas desde diecinueve países y sus organizadores y activistas veían la jornada como parte integrante de los preparativos hacia la Olimpiada Popular que debía celebrarse en Barcelona en 1936. Gutmann hizo registros fotográficos de la ceremonia de apertura y en su archivo se conservan imágenes de Maurice Thorez, secretario general del Partido Comunista Francés desde 1930 y de Marcel Cachin director de L'Humanité en una serie que tiene el rótulo "Sport - Arbeiter Olympiade. Paris, Persing, sowie Jvry mit Torez und Cachin" («Deporte - Olimpiada obrera. París, Persing, como asimismo Jvry con Torez (sic) y Cachin (R-101)»).

### Italia y Grecia
Aunque se sabe que entre mediados de 1935 y mediados del año siguiente estuvo en Italia y en Grecia, no hay datos muy precisos sobre su actividad en este periodo. Las fotografías que se conservan y las breves notas descriptivas plasmadas en los envoltorios de sus negativos permiten suponer que estuvo solo de paso en Italia, de camino a Grecia. No obstante, de su paso fugaz por Italia, hay un par de fotografías interesantes del puerto de Nápoles, en las que Gutmann reflejó la precariedad de los obreros remachadores y de los estibadores del puerto, retratando además escenas de su miseria en los tumultuosos barrios pobres donde vivían hacinados.
Su estadía en Grecia produjo una serie de fotografías tomadas en los monasterios ortodoxos de Monte Athos, con temáticas arquitectónicas, del paisaje humano y de la vida cotidiana de los monjes, así como también de sus tesoros bibliográficos. Respecto de estos últimos, realizó un rescate fotográfico documental de algunos antiguos libros miniados que se conservaban en las bibliotecas monásticas (hay 123 fotografías de este tipo en su archivo). Este trabajo documental, aunque de alcance menor, fue el primero de su tipo en Monte Athos.
Al igual que en Francia e Italia, también en Grecia hizo muchas fotos documentales mostrando actividades laborales y productivas: pescadores en Mikonos, trabajadores del puerto en El Pireo, así como de hilanderías y telares artesanales de esa misma ciudad portuaria. En cuanto a temas más explícitamente políticos, el objetivo de su cámara se orientó en Grecia hacia los carteles y letreros pintados en los muros por simpatizantes del Partido Comunista de Grecia (KKE), en el marco de la campaña para las elecciones convocadas en 1935 por el entonces primer ministro, Konstantinos Tsaldaris. Destaca la foto de una consigna pintada en un muro de Atenas: «El parlamento debe disolverse, pedimos elecciones con representación proporcional»

### España: sublevación contra la República y Guerra Civil
Gutmann, que había sido simpatizante del Partido Comunista Francés y ya durante su primera estadía en París había realizado registros fotográficos para el encuentro internacional político-deportivo promovido por la organización deportiva de la Comintern, llegó a Barcelona a mediados de 1936 para cubrir la Olimpiada Popular, un evento deportivo organizado como respuesta antifascista a los Juegos Olímpicos de Berlín, que Hitler planeaba convertir, en agosto de ese año, en un gran acontecimiento de propaganda nazi.. La celebración de la Olimpiada Popular debía comenzar el 19 de julio de ese año y finalizar con un gran acto de clausura el día 26. Sin embargo, los acontecimientos políticos se precipitaron: el 17 se sublevó el ejército en Melilla, el 18 se extendió por todo el protectorado de Marruecos y triunfó en Sevilla, Zaragoza o Valladolid.
El 19 de julio, en lugar de competiciones deportivas, Gutmann presenció los últimos combates desarrollados en la Ciudad Condal antes de que la sublevación contra el gobierno de la República fuese sofocada.
Aunque hay datos contradictorios, lo más probable es que Gutmann se incorporase ese mismo año a las filas del Partido Comunista de España (PCE), o más exactamente a las del PSUC, la organización comunista catalana establecida poco después del inicio de la guerra mediante la fusión de varias formaciones socialistas y comunistas catalanas. Lo que sí es más claro es que el 20 de julio, cuando en Cataluña se constituyó el Comité Central de Milicias Antifascistas, el fotógrafo participó activamente en la organización de las columnas que, a partir del día 22, salieron desde Barcelona para enfrentarse a los militares sublevados. Gutmann se incorporó a la columna Trueba-Del Barrio (comunista, más tarde denominada Carlos Marx) y salió con ella el día 25 de julio hacia Aragón. Se sabe que Gutmann combatió en el frente de Aragón durante los meses de agosto y septiembre, concretamente en Huesca, pero los desplazamientos por toda la zona republicana eran veloces y frecuentes, de modo que también hay fotos tomadas por él durante el mes de agosto en Madrid.
En agosto se habían incorporado ya a los combates más voluntarios extranjeros, y comenzaban a organizarse en lo que más tarde serían las Brigadas internacionales. Al mando de Hans Beimler, un diputado comunista alemán, se formó, con quienes habían llegado desde Alemania (en parte a participar en la Olimpiada) la Centuria Thaelmann, denominada así en solidaridad con el líder comunista alemán Ernst Thälmann, quien en ese momento se encontraba preso por la Gestapo en Berlín y que sería asesinado más tarde en el campo de concentración de Buchenwald.
El ejército republicano le confirió el grado de capitán de ingenieros, es probable que en este contexto obtuviera la nacionalidad española y cambiara su nombre por el de Juan Guzmán Guster. Regresó a Barcelona en octubre de 1936, según dan cuenta sus fotografías de la celebración de la Revolución de Octubre y del arribo ese mes al puerto de Barcelona del buque soviético Zyryanin, cargado de víveres para la España republicana.
A partir de fines de octubre de 1936 y hasta junio de 1937, Guzmán estuvo principalmente en Madrid. Durante este tiempo acompañó al batallón Félix Bárzana, que había organizado la Federación de Trabajadores de la Enseñanza (FETE) de la UGT para la defensa de Madrid. Este batallón, aparte de participar directamente en el frente de combate, asumió también más tarde otro tipo de tareas o actividades culturales y de enseñanza, incluyendo jornadas de alfabetización de combatientes, como parte integrante de las Milicias de la Cultura. Guzmán pasó a formar parte, a partir de enero de 1937 y hasta agosto de ese año, de la 21.ª Brigada Mixta, recientemente constituida en Cuenca. En los primeros meses participó en la batalla del Jarama, integrando la brigada al mando de Juan de Pablo Janssen y, a partir de fines de mayo, bajo el mando de Francisco Gil Díaz-Pallarés, participó en la Ofensiva de La Granja. Existe una foto, cuya autoría no ha sido identificada (probablemente tomada por algún miliciano), que da testimonio de este hecho. En ella, Guzmán aparece posando, en un momento de descanso, junto a Gil Díaz-Pallarés. Ambos están sentados en la tierra, en un claro de piedras y matorrales de los pinares del Valsaín. En julio de ese año se integró en la Comandancia Principal de Ingenieros del V Cuerpo de Ejército y se desplazó a la serranía de Teruel. Hay una serie muy impactante de fotografías tomadas en esta provincia durante el segundo semestre de 1937.
Entre batalla y batalla, durante un brevísimo paso por Madrid, el 8 de octubre de 1937, contrajo matrimonio con Elena del Moral Gutiérrez, una joven madrileña de 20 años de edad, quien más tarde lo acompañaría a su exilio en México. La pausa de la boda fue muy breve, puesto que a fines de ese mismo año Guzmán regresó para participar en la toma de Teruel. Sus fotos de enero de 1938 muestran la ciudad, que había permanecido durante un año y medio bajo el control de los franquistas, completamente en ruinas y tomada por el ejército republicano. Muchas de estas fotos de Teruel aparecieron publicadas varios años después, cuando Guzmán ya estaba en México. Especialmente conocidas por su crudeza (una de ellas muestra el pie mutilado y desnudo de un soldado) son las correspondientes a los restos de un avión derribado, que publicó la revista Así del 19 de abril de 1941, en un reportaje titulado La muerte cae del cielo.
Durante los meses de marzo y abril de 1938, acompañó la retirada de las tropas republicanas desde Alcañiz a Tortosa, en Cataluña, y participó más tarde, en julio, en la fallida ofensiva del Ebro. De este último semestre de 1938 y especialmente a partir del momento en que Guzmán se incorporó a la Comandancia General de Ingenieros del Ejército del Ebro, hay menos producción fotográfica. Sin embargo, se han conservado algunas fotos de Tarragona, tomadas entre septiembre y octubre, poco antes de que el 8 de dicho mes el presidente del Consejo de Ministros, Juan Negrín, ordenase la retirada de las Brigadas Internacionales del frente, cuando la inminencia de la derrota republicana era evidente. Guzmán registró fotográficamente el acto del 25 de octubre de 1938 en Les Masies, cerca del monasterio de Poblet, la primera despedida oficial de la República a las Brigadas Internacionales en la que Negrín dirigió su histórico discurso de despedida a los brigadistas.
Su labor como fotógrafo en la guerra española fue notable. De la cobertura gráfica que creó entre la primavera de 1936 y el otoño de 1938 se conservan más de 3000 fotografías en los archivos de la agencia española de noticias EFE. Se trata de fotos tomadas fundamentalmente en los frentes de Cataluña, Aragón y Madrid. En la capital compartió laboratorio con su colega Walter Reuter. Lo fotografiado va desde escenas cotidianas del frente y la retaguardia a excelentes retratos, tanto de personalidades célebres —Mijaíl Koltsov, Ludwig Renn, el Campesino, Buenaventura Durruti o Enrique Lister, entre otras— como personajes anónimos.
Su imagen más reconocida es la fotografía de Marina Ginestà, una militante comunista de 17 años vestida con un mono de trabajo y con un fusil al hombro en la azotea del Hotel Colón de Barcelona el 21 de julio de 1936, pocos días después del fracaso de la sublevación. Es una de las imágenes más icónicas de la guerra y antes de que fuese identificada como Marina Ginestà y entrevistada por el periodista de EFE, Xulio García Bilbao, la foto de la joven se había publicado en varias revistas y libros.
Otra de las fotos más conocidas de entre las realizadas por Guzmán durante la guerra civil española es la de un sacerdote tomada en Siétamo (Huesca) poco antes de ser asesinado por milicianos pertenecientes a las columnas que habían salido de Barcelona. Esta foto también ha sido utilizada en diversas revistas y libros. Santiago Mata, autor de Holocausto católico (en cuya portada aparece la foto), identificó a este sacerdote como Martín Martínez Pascual —beatificado por la Iglesia católica en 1995—. Sin embargo, el mismo autor se desdijo posteriormente, dado que Martínez Pascual fue asesinado en Valdealgorfa (Teruel), donde no consta que Guzmán estuviese en la fecha de su fusilamiento (agosto de 1936).

### Exilio: segunda estadía en Francia y establecimiento en México
Tras la ruptura de la zona republicana y el fracaso de la ofensiva del Ebro, Guzmán permaneció en Cataluña, siguiente objetivo de las tropas franquistas. Entre diciembre de 1938 y febrero de 1939, completaron la toma del reducto catalán (Barcelona cayó el 26 de enero de 1939). Ante el avance, se desató un éxodo masivo hasta Francia. En el primer trimestre de 1939 unas 450 000 personas cruzaron la frontera. Entre ellas se encontraba Guzmán, el cual, como la mayor parte de los refugiados, sería confinado en un campo de internamiento próximo a la frontera. Sin embargo, consiguió escapar e incluso salvar un importante archivo fotográfico de más de tres mil negativos.
Otra versión sobre la salida de Guzmán hacia Francia no menciona su internamiento, sino únicamente su llegada a Perpiñán, donde el consulado español, que aún respondía ante las autoridades de la República, le expidió un pasaporte bajo el nombre de Juan Guzmán Guster. Poco después, el 25 de febrero, se trasladó a París y solicitó asilo político en la embajada de México. Los representantes en Francia del gobierno de Lázaro Cárdenas habían iniciado la organización de ayuda humanitaria y acogida de los republicanos obligados a exiliarse. Una vez concedido el asilo, zarpó desde Boulogne-sur-Mer el 23 de junio de 1939, rumbo a México. El 5 de julio se le extendió en Nuevo Laredo un documento de inmigración y el 7 de julio llegó, junto con su esposa, a Ciudad de México donde a fines del mismo mes consiguió regularizar su residencia como exiliado en ese país, obteniendo una visa del Servicio de Migración mexicano como ciudadano español. En este documento, que se ha conservado, constan todas las fechas anteriores y aparece el mismo nombre del pasaporte español, Juan Guzmán Guster, así como su fecha de nacimiento, su ciudadanía española y hasta una descripción física: 1,83 m de estatura, cabellos de color castaño claro, cejas pobladas, ojos verdes y cicatriz al lado derecho de la boca. La pareja vivió inicialmente en el centro de Ciudad de México, como inquilinos del Gran Hotel de la avenida Uruguay, cuyas dependencias se habían acondicionado para recibir exiliados españoles. Se mantenían a flote en precarias condiciones, dependiendo financieramente de la ayuda que entregaba el Comité Técnico de Ayuda a los Republicanos Españoles. Pronto se crearon, sin embargo, distintas instituciones de colaboración entre México y el exilio republicano. Entre otras, la Academia Hispano Mexicana, donde Guzmán se desempeñó como profesor de Cultura Física y Deportes hasta 1941.
Como fotoperiodista de la Guerra Civil, excombatiente miliciano y miembro del Ejército Republicano, además de casado con una madrileña, Guzmán mantuvo en sus primeros años en México un fuerte lazo con la comunidad de exiliados españoles y con los integrantes del gabinete de la Segunda República Española en el exilio. Muchos de sus actos fueron registrados fotográficamente por Guzmán, como la famosa reunión de agosto de 1945 en la Sala de Cabildos del ayuntamiento de Ciudad de México, en la que Diego Martínez Barrio fue elegido presidente de la República Española en el exilio y en la que estuvieron presentes José Giral, Bernardo Giner de los Ríos, Fernando de los Ríos, Julio Álvarez del Vayo, Juan Negrín o Indalecio Prieto. Al comienzo de su residencia en México, la vida social de Juan Guzmán, también en la esfera privada, giraba principalmente en torno a sus compañeros del exilio. Más adelante, sobre todo a partir del momento de su separación de Elena del Moral en 1949, el círculo de amigos españoles se redujo bastante. Sin embargo, mantuvo de por vida una fuerte identificación con España, como asimismo un sentimiento de profunda gratitud con México y con el gobierno de Lázaro Cárdenas que le dio acogida. Su relación con Alemania, en cambio, era mucho más remota y llena de contradicciones; casi le molestaba que alguien le recordase que alguna vez se llamó Hans Gutmann.
Guzmán llevó a cabo el grueso de su producción fotográfica en México, durante el cuarto de siglo entre 1940 y 1965. Trabajó para importantes revistas y periódicos, como Life y Time, y para instituciones públicas y privadas, tales como la entonces Secretaría de Agricultura y Ganadería, Pemex, el INAH, General Motors, la Biblioteca Benjamín Franklin y, probablemente, la Secretaría de Recursos Hidráulicos. Entabló también amistad con Frida Kahlo, con quien compartía orientación política. En la década de 1950 tomó una gran cantidad de fotografías de Kahlo y, sobre todo, de su marido, Diego Rivera. De este no solo fotografió su obra como muralista, sino que además registró las variadas facetas de su intensa vida social y política. Rivera llamaba la atención de la prensa con toda frecuencia, no únicamente por su obra plástica, sino también por su capacidad retórica que no pocas veces rozaba la fabulación y hasta la mitomanía, llegando a desatar cierto grado de escándalo. Guzmán ilustró con sus fotografías muchas de las entrevistas y artículos de prensa que esto ocasionaba, destacando especialmente su colaboración, mientras era corresponsal de la revista Time en México, en un inusitadamente extenso reportaje que esa revista publicó en abril de 1949, dedicado a Rivera a propósito de una retrospectiva de su obra que se exhibía en el Museo de Bellas Artes (Guzmán tardó un mes en fotografiar, en color, todas las obras de Rivera que aparecieron en el artículo). Aún en 1959, diez años más tarde, mantenía su colaboración con Rivera, de modo que aportó muchas de las imágenes que ilustran el libro de Loló de la Torriente Memoria y razón de Diego Rivera.
Guzmán también fotografió las obras de muchos otros pintores, entre los que se cuentan tanto mexicanos (David Alfaro Siqueiros, Federico Canessi, Álvar Carrillo Gil, Miguel Covarrubias, Jesús Reyes Ferreira, Fernando Gamboa, Gerardo Murillo, Juan O'Gorman, José Clemente Orozco, Manuel Rodríguez Lozano, Rufino Tamayo y Francisco Zúñiga) como artistas plásticos extranjeros residentes en México (Reva Brooks, Herbert Hoffmann, Carlos Mérida, Alice Rahon, Rosa Rolando, Carlos Ruano Llopis, William Spratling).
Con Siqueiros estableció su primer contacto en alguna fecha no muy precisa de 1940 pero, en cualquier caso, después del intento de asesinato de León Trotski en su casa de Coyoacán, y cuando el pintor ya estaba siendo procesado por haber participado en el violento asalto. Con la autorización del gobierno mexicano, Siqueiros salió del país al año siguiente, primeramente a Chile (gracias a la visa concedida por Pablo Neruda) y después a Cuba. Guzmán volvió a encontrarse con Siqueiros cuando este retornó a México, cuatro años más tarde, y fundó el Centro de Arte Realista Moderno. Hay notables fotografías realizadas por Guzmán de los murales de Siqueiros, principalmente las realizadas entre 1951 y 1954.
El archivo del fondo Guzmám conserva algunas fotografías relacionadas con los atentados que sufrió Trotski en su residencia mexicana y que culminaron con su asesinato. Estas fotos también se le atribuyen a Guzmán. Una de ellas está fechada el 24 de mayo de 1940, y en ella aparece el líder comunista haciendo una declaración en su casa de Coayacán, inmediatamente después de que fuese víctima del atentado con bombas incendiarias y armas de fuego perpetrado por un comando dirigido por Siqueiros. Otra muestra a este último, prestando declaraciones bajo arresto, el 5 de octubre del mismo año. También hay dos fotos Ramón Mercader, el asesino de Trotski (un comunista español y agente del KGB que actuaba bajo la identidad de  Jacques Mornard), inmediatamente después de ser detenido y con la cabeza vendada, una de las cuales apareció publicada en el periódico Novedades. Finalmente hay una tercera en la que, 18 años más tarde, Mercader aparece desayunando en la penitenciaría de Lecumberri. Además hay una foto del cuarto en que León Trotski fue asesinado, donde se aprecia una silla volcada cerca de una mesa, otros objetos en el suelo, muchos periódicos y papeles tirados en el piso de madera, regado con la sangre del líder comunista.
Mas no solo la guerra, la política y la pintura atrajeron la atención de Guzmán, sino también temas como el cuerpo (no faltan en su archivo algunos notables desnudos artísticos), el glamour y la belleza femenina, la moda, la estética o el maquillaje, sobre los que realizó muchas series fotográficas. En 1939 publicó un reportaje sobre la cirugía plástica (Operación de belleza) y un año más tarde otros tres, uno dedicado al maquillaje, en el estudio de Max Factor, otro con el tema de las vitrinas y escaparates de tiendas de moda y sombreros femeninos y un tercero, tal vez el principal en su género, publicado por Novedades con el título Eva de Paseo. Este último es un seguimiento fotográfico de mujeres bellas y elegantes por las calles de Ciudad de México, realizado con notable calidad técnica e impecable composición. Más adelante, en la década de 1950, registró fotográficamente varios desfiles de modas de controvertidos diseñadores extranjeros que se habían establecido en México, entre otros, Henri de Chatillon, quien por sus opiniones despectivas respecto de las mujeres mexicanas desató una gran polémica en la prensa, y Jim Tillett. Ciertamente, su trabajo en las pasarelas y con las modelos de las tiendas de moda muestra un aspecto completamente diferente de este multifacético fotógrafo.
En 1969, a la edad de 53 años, conoció a una joven de 23, Teresa (Teresita) Miranda Linares, en el Instituto Francés de América Latina donde ambos estudiaban. Con ella mantuvo una relación de pareja hasta su muerte. Hicieron muchos viajes juntos, visitando también Alemania, la tierra natal del fotógrafo. Teresita Miranda fue albacea del archivo fotográfico y de todos los objetos físicos y documentales que guardaba Guzmán en su cuarto oscuro (que ha abierto para que investigadores y editores organicen e integren el material). Este cuarto y su dormitorio estaban separados del resto de su casa habitación (vivienda) de la avenida Morelos por una puerta de acero siempre bajo llave, con la que el fotógrafo hizo blindar la entrada a este, su espacio más privado, por razones no completamente aclaradas y en alguna fecha que no se ha podido determinar con exactitud. La morada y laboratorio fotográfico de Morelos es la misma que ocupaba Guzmán con su esposa madrileña y que conservó tras la separación. Guzmán había dejado instrucciones escritas de que fuese su amigo Fernando Lipkau quien accediera al cuarto tras su muerte, descendiendo por la chimenea de la casa, pero finalmente se optó por abrir la cerradura de la entrada blindada recurriendo a los servicios de un cerrajero.
Víctima de un cáncer, Guzmán murió en México, D.F. el 6 de noviembre de 1982, a los 71 años de edad.. De acuerdo con su voluntad, tras su fallecimiento se incineró su cuerpo y se esparcieron las cenizas en el volcán Popocatépetl. El montañismo había sido una de sus grandes aficiones.

## Estilo y técnica
El estilo de Juan Guzmán estuvo influido por corrientes vanguardistas, como la fotografía alemana de la década de 1930 o el constructivismo. La guerra civil española fue importante en su evolución puesto que le puso en contacto con el fotoperiodismo. De acuerdo con la investigadora Maricela González Cruz Manjarrez, «Las duras experiencias de la guerra, el nazismo y el fascismo lo marcaron, y mantienen sus emociones al margen en el trabajo que desarrolla en México». Las influencias, tanto las formales como las relativas a su experiencia vital, le llevaron a desarrollar un estilo propio también influido por la dinámica desarrollista impulsada por los sucesivos gobiernos mexicanos posteriores a Lázaro Cárdenas. Sus trabajos fotoperiodísticos, en cambio, realzaron la cotidianidad y la actualidad. Con una calidad técnica notable, las fotos de Guzmán se caracterizan por la sobriedad.
En la Ciudad de México, más precisamente en la casa de avenida Morelos 89, donde vivió y tuvo su lugar de trabajó desde 1941 hasta su muerte, es donde quedaron más huellas de su técnica. Se conservan tres series fotográficas realizadas entre 1949 y 1952 de su cuarto oscuro y laboratorio, las cuales, además de incluir varios autorretratos, permiten formarse una opinión sobre los aspectos técnicos de su forma de trabajo.

## Archivo fotográfico
El archivo de Juan Guzmán consta de alrededor de 170 000 piezas. Parte del material producido quedó en poder, en vida de Guzmán, de los medios con los que colaboró. También vendió partes de su archivo (por ejemplo, a Óscar Urrutia Tazzer, quien adquirió en 1977 1800 fotografías de pintores, escultores y arquitectos mexicanos, en representación del Instituto Nacional de Bellas Artes). Albacea de la mayor parte de su archivo fotográfico fue su pareja, Teresita Miranda, quien lo entregó en 2006 a la dirección de Artes Visuales de la Fundación Televisa. Teresita había custodiado prácticamente todo el trabajo de Guzmán, con la excepción de algunas series, como los tres mil negativos vendidos a EFE en 1987; diverso material relacionado con el arte mexicano, vendido a principios de la década de 1990 a la UNAM; material relacionado con la fiebre aftosa y temas rurales a la Universidad Autónoma Chapingo.

## Recuperación y difusión de su obra
A pesar de la envergadura y amplitud de su archivo fotográfico, Juan Guzmán nunca presentó en vida sus trabajos en una exposición individual. La única muestra de importancia en la que participó fue Palpitaciones de la vida nacional (1947), una exposición colectiva organizada por la Asociación Mexicana de Fotógrafos de Prensa en el Palacio de Bellas Artes.
Tras la muerte de Guzmán, la investigadora Renata von Hanffstengel, del Instituto de Investigaciones Interculturales Germano-Mexicanas, obtuvo de Teresita Miranda un permiso para acceder al archivo que esta última resguardaba, dio inicio a la primera revisión sistemática del material y organizó una pequeña exposición de la obra de Guzmán, en los marcos de un simposio internacional sobre el tema del exilio. Más adelante, en septiembre de 1993, esta misma muestra, con el título Imágenes de un transterrado en México. Juan Guzmán, alias Hans Gutmann, fue presentada en el Museo Casa de León Trotsky, en Ciudad de México. El año siguiente, con la cura de Maricela González Cruz Manjarrez, se realizó otra exposición en el Museo de Arte Moderno de Ciudad de México. En 1995, Von Hanffstengel promovió y ayudó a la organización en Colonia, la ciudad natal de Guzmán, de una exposición en una sala de la Agfa Foto-Historama, con el título Hans Gutmann, alias Juan Guzmán. De la Guerra de España al exilio mexicano. Desde 2007, existe además la exposición itinerante (y su correspondiente catálogo) El instante luminoso: los artistas plásticos a través de la mirada fotográfica de Juan Guzmán.
Aunque aún se desconoce la fecha exacta, ya han comenzado los preparativos para realizar una exposición mucho más completa, integrando el trabajo de lo que sin duda ha sido una contribución importante a la recuperación de la memoria gráfica de la obra del fotógrafo: la coedición en 2015 por la Fundación Televisa y la editorial RM del libro Juan Guzmán, cuyo editor y coordinador fue Alfonso Morales Carrillo. Este libro recoge en 399 páginas de gran formato el resultado de un extenso trabajo colectivo de varios años de investigación, documentación y catalogación de las 135000 imágenes, publicaciones y fuentes primarias documentales. En vida de Guzmán, su manera de vivir y su carácter reservado hicieron que, aunque se conocía su nombre, no fuese realmente famoso en su tiempo ni se considerara entonces la magnitud y riqueza de su obra gráfica. El libro publicado en 2015 da cuenta «de la vastedad y complejidad de este archivo» y además de entregar datos biográficos en su contexto histórico y láminas de las mejores fotos, reproduce fielmente (manteniendo los formatos e incluso con papeles parecidos a los originales de la época) dos facsímiles de reportajes gráficos realizados por Guzmán: Venecia, DF, sobre las inundaciones en Ciudad de México, y La ruta panamericana, sobre el valor paisajístico y turístico de las localidades que cruza el tramo mexicano de esta carretera.